# Bischöfliche Ehrentitel
Bischöfliche Ehrentitel sind – analog zu den Päpstlichen Ehrentiteln – Auszeichnungen, die ein römisch-katholischer Diözesanbischof verleiht. Im Folgenden werden nur die Grundzüge erläutert, denn je nach diözesanen oder regionalen Gepflogenheiten kann es in der Verleihungspraxis auch zu Abweichungen kommen.

## Überblick
Die heute von einem Diözesanbischof aufgrund seines Partikularrechts vor allem an verdiente Mitglieder des Klerus seiner Diözese verliehenen Titel sind tatsächlichen Amtsfunktionen nachgebildet. Im Gegensatz zu den „wirklichen“ Trägern des jeweiligen Titels sind die Träger der ehrenhalber verliehenen Titel nicht oder nur sehr eingeschränkt zur Erfüllung der tatsächlichen Rechte und Pflichten aufgerufen oder berechtigt.

## Mögliche Ehrentitel

### Geistlicher Rat
Ursprung: Der heutige bischöfliche Ehrentitel Geistlicher Rat rührt davon her, dass das Kollegium der Räte eines Diözesanbischofs, also die Ordinariats- und Generalvikariatsräte bzw. Domkapitulare, als Geistlicher Rat bezeichnet wird und somit auch die einzelnen Mitglieder dieses Gremiums so genannt werden können. Daraus entwickelte sich die Praxis, den Titel Geistlicher Rat auch ehrenhalber zu verleihen. Zur Unterscheidung von den Trägern des Ehrentitels werden die tatsächlichen Räte eines Diözesanbischofs zuweilen Wirklicher Geistlicher Rat genannt.
Gebrauch: In Diözesen, in denen Geistlicher Rat als Ehrentitel verliehen wird, dient er heute meist zur Ehrung verdienter Mitglieder des Klerus, z. B. von Diakonen und Leitern eigenständiger Pfarren.

### Konsistorialrat
Ursprung: Der heutige bischöfliche Ehrentitel Konsistorialrat hat seinen Ursprung in der Diözesanverwaltung. Leitende Mitarbeiter im bischöflichen Ordinariat oder dem diözesanen Kirchengericht können die Bezeichnung eines Konsistorialrats oder Ordinariatsrats tragen (siehe Konsistorium#Römisch-katholische Kirche). Sie müssen heute nicht mehr notwendigerweise Mitglieder des Klerus sein, wodurch bei Personen in tatsächlichen diözesanen (Abteilungs-)Leitungsfunktionen auch die weibliche Form „Konsistorial-“ oder „Ordinariatsrätin“ anzutreffen ist.
Gebrauch: In Diözesen, in denen Konsistorialrat als Ehrentitel verliehen wird, dient er heute meist zur weiteren Ehrung verdienter Mitglieder des Klerus, die bereits Inhaber des Titels Geistlicher Rat sind. Eine Vergabe des Titels ehrenhalber an Frauen ist nicht üblich, entsprechend der bischöflichen Eigenrechte aber auch nicht ausgeschlossen.

### Ehrendomherr
Ein Ehrendomherr (auch Ehrendomkapitular oder Ehrenkanonikus) ist Ehrenmitglied eines Domkapitels. Die Ernennung erfolgt meist aufgrund besonderer Verdienste um die Diözese, jedoch sind je nach Statut des jeweiligen Domkapitels auch andere Gründe möglich. Der Titel kann auch an Angehörige anderer Diözesen verliehen werden, wobei die Zustimmung des zuständigen Bischofs eingeholt werden soll. Ehrenkanonikate können auch mit Bezug zu anderen Stiftskapiteln verliehen werden, sofern diese bischöflichem Recht unterliegen (vgl. Säkularkanoniker). Die Rechte der Ehrenkanoniker sind in den jeweiligen Statuten festgelegt und umfassen beispielsweise die liturgische Kleidung, die Amtsabzeichen und Ehrenplätze im Chorgestühl. Eine rechtserhebliche Mitgliedschaft im Kapitel ist mit dem Ehrenkanonikat nicht verbunden.

### Weitere Titel
Weitere Titel, die aufgrund diözesaner oder regionaler Gepflogenheiten auch ehrenhalber verliehen werden können, sind z. B. der des Pfarrers, Rektors, Propstes, Dechanten oder in der Vergangenheit der des Erzpriesters.